# 도가시 유키
도가시 유키(일본어: 富樫 勇樹, 1993년 7월 30일~)는 일본의 농구 선수로 일본 최상위 프로 농구 리그인 B.리그의 팀인 지바 제츠에서 뛰고 있다. 2015년에는 NBA D-리그 텍사스 레전즈에서 뛰었다.